# Atletiek op de Olympische Zomerspelen 2012 – 5000 meter vrouwen
De 5000 meter vrouwen op de Olympische Zomerspelen 2012 in Londen vond plaats op 7 augustus, series, en 10 augustus 2012, finale. Regerend olympisch kampioene is Tirunesh Dibaba uit Ethiopië.

## Records
Voorafgaand aan het toernooi waren dit het wereldrecord en het olympisch record.
| Wereldrecord     | Tirunesh Dibaba | 14.11,15 | Oslo   | 6 juni 2008       |
| Olympisch record | Gabriela Szabó  | 14.40,79 | Sydney | 25 september 2000 |

## Uitslagen

### Halve finale
De eerste vijf renners plaatste zich direct voor de finale, daarnaast gingen de twee tijdssnelste door.
Serie 1
| Rang | Atlete                    | Land | Tijd     | Opmerkingen |
| ---- | ------------------------- | ---- | -------- | ----------- |
| 1    | Tirunesh Dibaba           | ETH  | 14.58,48 | Q           |
| 2    | Meseret Defar             | ETH  | 14.58,70 | Q           |
| 3    | Viola Kibiwot             | KEN  | 14.59,31 | Q           |
| 4    | Olga Golovkina            | RUS  | 15.05,26 | Q, PB       |
| 5    | Julie Culley              | USA  | 15.05,38 | Q, PB       |
| 6    | Tejitu Daba               | BRN  | 15.05,59 | q, PB       |
| 7    | Silvia Weissteiner        | ITA  | 15.06,81 | SB          |
| 8    | Kayoko Fukushi            | JPN  | 15.09,31 | SB          |
| 9    | Barbara Parker            | GBR  | 15.12,81 | PB          |
| 10   | Fionnuala Britton         | IRL  | 15.12,97 | PB          |
| 11   | Lyudmyla Kovalenko        | UKR  | 15.18,60 |             |
| 12   | Judith Plá                | ESP  | 15.20,39 | PB          |
| 13   | Karoline Bjerkeli Grøvdal | NOR  | 15.24,86 | PB          |
| 14   | Dudu Karakaya             | TUR  | 15.28,32 |             |
| 15   | Eloise Wellings           | AUS  | 15.35,53 |             |
| 16   | Sandra López              | MEX  | 15.55,16 |             |
| -    | Nadia Noujani             | MAR  | DNF      |             |
| -    | Sara Moreira              | POR  | DNS      |             |

Serie 2
| Rang | Atlete                 | Land | Tijd     | Opmerkingen |
| ---- | ---------------------- | ---- | -------- | ----------- |
| 1    | Gelete Burka           | ETH  | 15.01,44 | Q           |
| 2    | Vivian Cheruiyot       | KEN  | 15.01,54 | Q           |
| 3    | Sally Kipyego          | KEN  | 15.01,87 | Q           |
| 4    | Julia Bleasdale        | GBR  | 15.02,00 | Q, PB       |
| 5    | Molly Huddle           | USA  | 15.02,26 | Q, SB       |
| 6    | Yelena Nagovitsyna     | RUS  | 15.02,80 | q, PB       |
| 7    | Joanne Pavey           | GBR  | 15.02,84 | q, SB       |
| 8    | Shitaye Eshete         | BRN  | 15.05,48 | q, PB       |
| 9    | Elena Romagnolo        | ITA  | 15.06,38 | q, PB       |
| 10   | Hitomi Niiya           | JPN  | 15.10,20 | PB          |
| 11   | Almensh Belete         | BEL  | 15.10,24 | SB          |
| 12   | Kim Conley             | USA  | 15.14,48 | PB          |
| 13   | Mika Yoshikawa         | JPN  | 15.16,77 | PB          |
| 14   | Nadia Ejjafini         | ITA  | 15.24,70 |             |
| 15   | Sheila Reid            | CAN  | 15.27,41 |             |
| 16   | Zakia Mrisho           | TAN  | 15.39,58 |             |
| 17   | Layes Abdullayeva      | AZE  | 15.45,69 |             |
| 18   | Roxana Elisabeta Birca | ROU  | 16.01,04 |             |

### Finale
| Rang   | Atlete             | Land | Tijd     | Opmerkingen |
| ------ | ------------------ | ---- | -------- | ----------- |
| Goud   | Meseret Defar      | ETH  | 15.04,25 |             |
| Zilver | Vivian Cheruiyot   | KEN  | 15.04,73 |             |
| Brons  | Tirunesh Dibaba    | ETH  | 15.05,15 |             |
| 4      | Sally Kipyego      | KEN  | 15.05,79 |             |
| 5      | Gelete Burka       | ETH  | 15.10,66 |             |
| 6      | Viola Kibiwot      | KEN  | 15.11,59 |             |
| 7      | Joanne Pavey       | GBR  | 15.12,72 |             |
| 8      | Julia Bleasdale    | GBR  | 15.14,55 |             |
| 9      | Olga Golovkina     | RUS  | 15.17,88 |             |
| 10     | Shitaye Eshete     | BRN  | 15.19,13 |             |
| 11     | Molly Huddle       | USA  | 15.20,29 |             |
| 12     | Tejitu Daba        | BRN  | 15.21,34 |             |
| 13     | Yelena Nagovitsyna | RUS  | 15.21,38 |             |
| 14     | Julie Culley       | USA  | 15.28,22 |             |
| 15     | Elena Romagnolo    | ITA  | 15.35,69 |             |